# 古天明平蜘蛛
古天明平蜘蛛（こてんみょうひらぐも）は、戦国時代の武将松永久秀が所有していた茶釜。

## 概要
蜘蛛が這いつくばっているような形をしていたことから、「平蜘蛛釜」の名が付けられた。

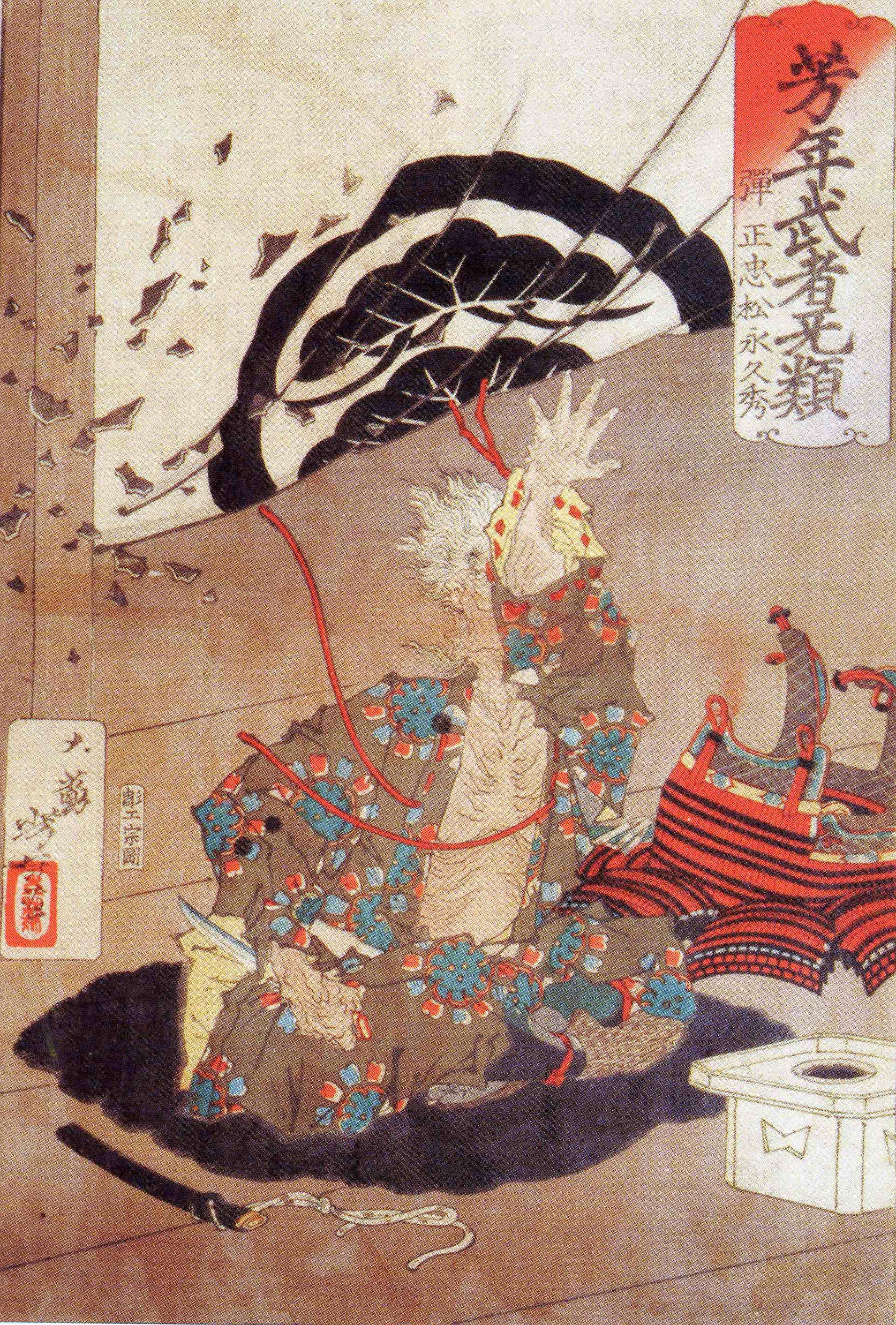
平蜘蛛を割る松永久秀。月岡芳年画

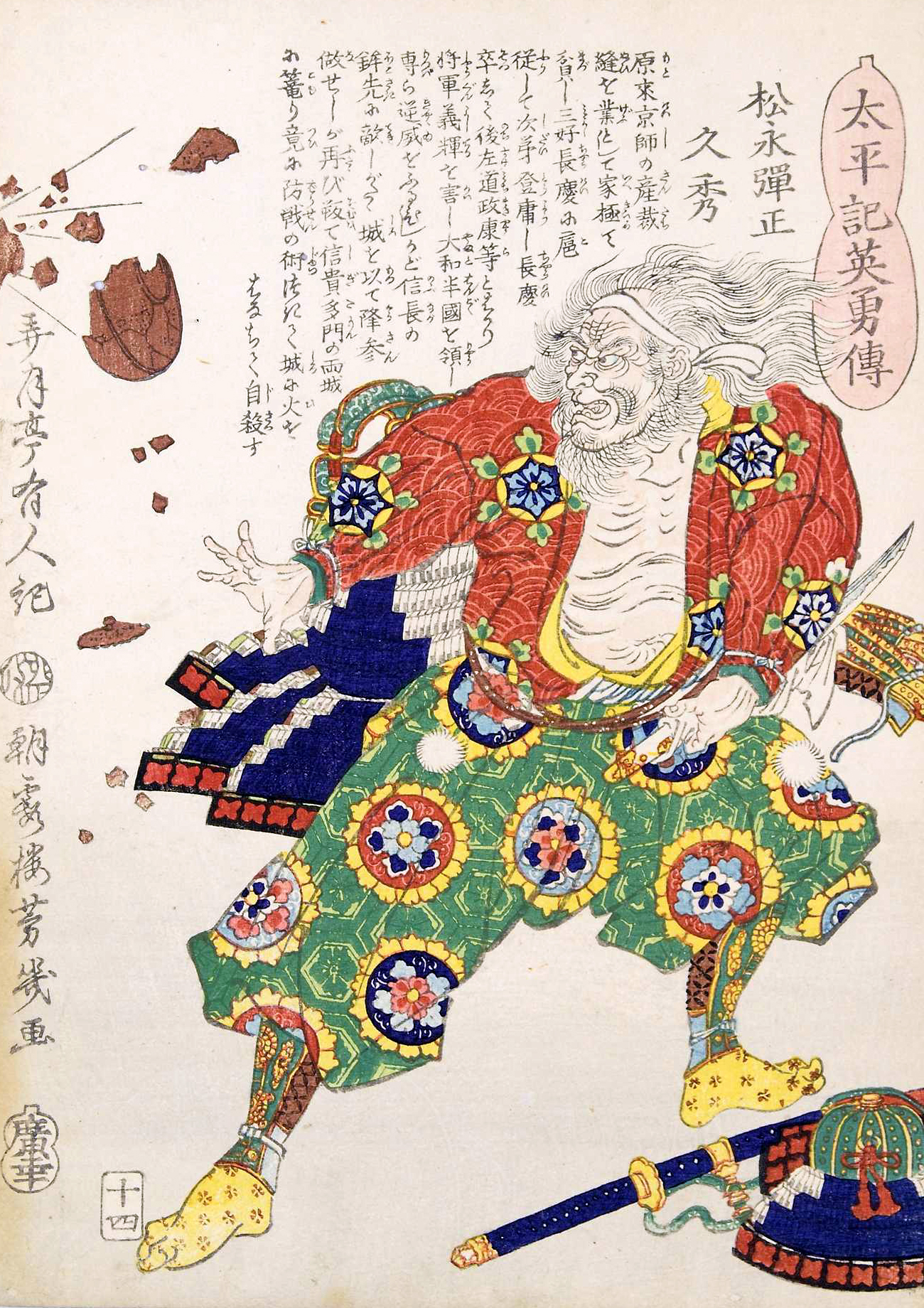
平蜘蛛を割る松永久秀。落合芳幾画

松永久秀は織田信長へ臣従した際に名物・九十九髪茄子を進呈したが、それ以降、信長から幾度も所望された平蜘蛛に関しては断っている。後に久秀は信長に侵攻され信貴山城にて自害するが（信貴山城の戦い）、『山上宗二記』によれば、この際に平蜘蛛は失われたという。太田牛一の『大かうさまくんきのうち』では、久秀自身の手で平蜘蛛を打ち砕いたとされる。
『松屋名物集』には多羅尾光信が落城した信貴山城から「平蛛ノ釜ツキ集メ持ナリ」と破片を集めて復元した記述があり、津田宗及の『天王寺屋津田宗及茶湯日記他会記』によれば天正8年（1580年）閏3月13日に若江三人衆の一人である多羅尾綱知が「平くも釜」を使用したという記載がある。
江戸時代初期に成立した軍記物『川角太閤記』や『 老人雑話』では、久秀の首と平蜘蛛が鉄砲の火薬で爆砕されたとし、享保年間の『茶窓閒話』でも踏襲された。『川角太閤記』では「平蜘蛛の釜と自分の首は信長に見せるな」と命令したとされる。
2018年まで静岡県浜松市西区 (現：中央区) 舘山寺町に存在していた浜名湖舘山寺美術博物館は「平蜘蛛釜」と伝わる茶釜を所蔵していた。その由来によれば、信貴山城跡を掘り起こした際にこの茶釜が出土しており、信長の手に渡り愛されたものだという。
また、松永久秀と親交のあった柳生家の家譜『玉栄拾遺』には、久秀が砕いた平蜘蛛は偽物で、本物は友である柳生松吟庵に譲ったという記述がある。

## フィクション作品における平蜘蛛
江戸期の浮世絵では、久秀が平蜘蛛釜を打ち壊し、切腹するさまが描かれることが多かった。
第二次世界大戦以降には、松永久秀が自らの爆死のために爆薬を仕込み、ともに爆散するという描写が行われた。
中山義秀は1963年から1964年にかけての小説『咲庵』において松永久秀が平蜘蛛とともに爆死するさまを描き、『信長公記』を典拠としているが、実際の『信長公記』には平蜘蛛に関する記述は存在しない。

## 備考
- 茶釜の発生は大別すると、芦屋釜（九州）と天明釜（東国）の2つの流れからなり、名称の「古天明」に従うなら、下野国天明（現佐野市）産の茶釜である。
- 「古天明」とは、正長年間（1428年 - 29年）から天文年間（1532年 - 55年）の時期を指し、以降のものを「後天明」と称する。